# 口香糖牆

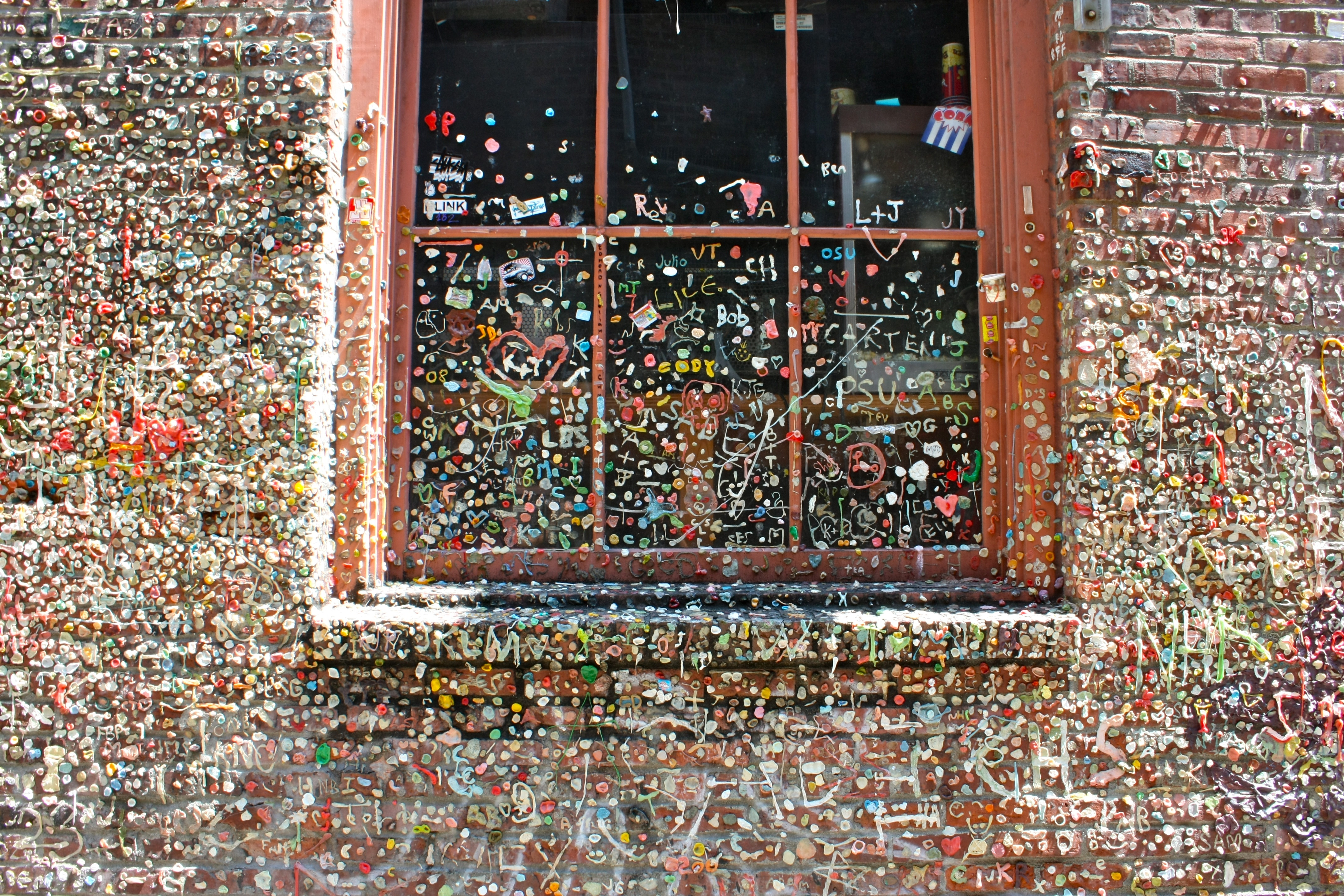
口香糖牆，攝於2009年

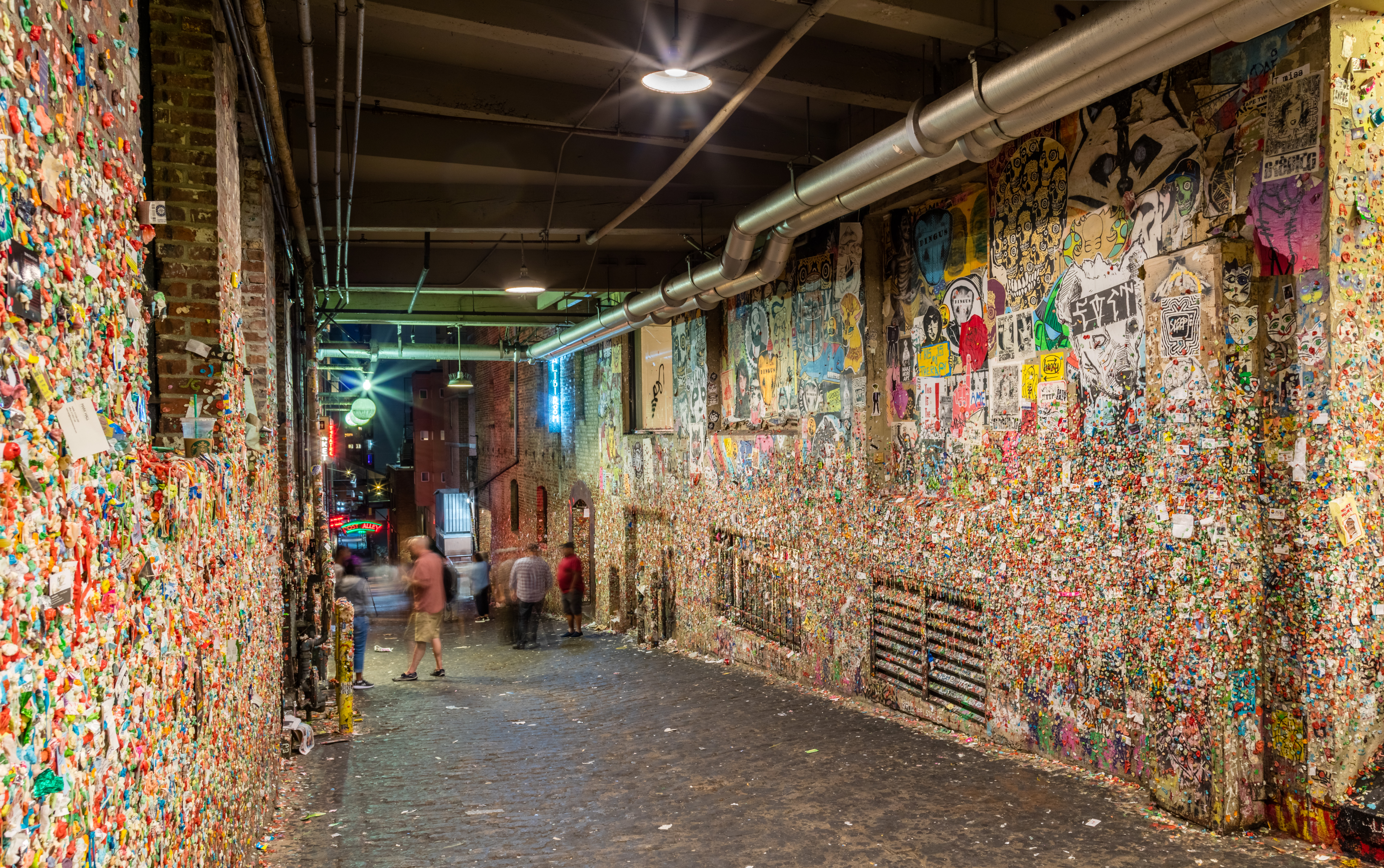
口香糖牆全貌，攝於2017年

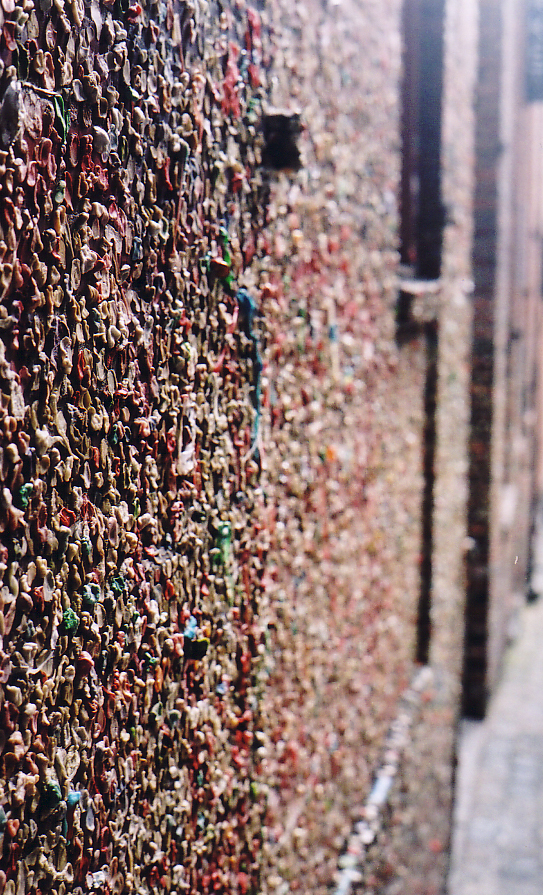
口香糖牆

47°36′29.8794″N 122°20′25.0254″W / 47.608299833°N 122.340284833°W
口香糖牆（英語：Market Theater Gum Wall）是位於美國西雅圖市中心派克市場內的一堵黏滿各種口香糖的磚牆，黏滿口香糖的外觀与位於加州的口香糖巷類似。这堵墙长50英呎，高15英呎。
这堵墙是市場戲院售票亭的一部分。1990年代，排队等候Unexpected_Productions表演的大学生会将口香糖黏在牆上，劇場工作人員曾几度刮除口香糖，但此后放棄，口香糖因此逐渐堆积。到1999年，當地市場的職員認為這堵牆成了旅遊景點。一些人持續地往牆上黏口香糖。它在2009年美國的有線電視新聞網（CNN）在「全世界細菌最多的5個觀光景點」報導中，僅次於位於愛爾蘭科克郡的巧言石。
在2009年上映、由詹妮弗·安妮斯顿主演的電影《愛上你，愛上我》裡，有一些場景是于2008年在這堵牆前拍攝的。

2015年11月3日，派克市場的保護與發展管理局宣布，這堵牆必須接受20年來首次的全面清洗和維護，以免口香糖上的糖分對牆磚日愈加劇的侵蝕。清潔工作自11月10日開始，進行了130小時才完工，清下了超過2,350（5,180英磅）的口香糖。但在清潔完成後，牆上又開始被黏上新的口香糖。

## 外部連結
- 维基共享资源上的相關多媒體資源：口香糖牆